# Concerviano
Concerviano es una localidad italiana de la provincia de Rieti, región de Lacio, con 334 habitantes.

## Evolución demográfica
| Gráfica de evolución demográfica de Concerviano entre 1861 y 2001 |
|                                                                   |
| Fuente ISTAT - Elaboración gráfica por parte de Wikipedia         |